# Alleyway
《Alleyway》是由任天堂开发第一部和Intelligent Systems开发，并由任天堂在全球Game Boy发行的打砖块类电子游戏，游戏也是该平台最早开发及发行的四款首發遊戲之一（除了本作，另外三款遊戲分別是《超級瑪利歐樂園》、《役滿》和《棒球》）。游戏首先于1989年在日本发行，随后于年末在北美发售，在欧洲则于1990年发行。在2011年，游戏于任天堂3DS Virtual Console上重新发布，人们可以通过网络下载。
游戏名称原文“Alleyway”意为小巷，其指游戏中玩家飞船（显示为挡板）的必经之地。虽然《Alleyway》是一款便携式打砖块游戏，但其增加了一些新玩法，如砖块滚动、奖励球及后期关卡中的危险要素。虽然游戏包装盒上画出的主角无法辨认，但在后来的国际版中，主角被换成了马力欧。《Alleyway》和有限的广告一同发布，而因为和《快打磚塊》相似，媒体给了游戏较低的评价。

## 系统
如同《Breakout》，在《Alleyway》中玩家需要用球和挡板摧毁各个关卡中所有的砖块，同时防止球掉入屏幕下方的深渊中。挡板处在一个固定的高度上且只能水平移动，而其移动速度则可通过在移动时按下B键或A键调节。在每个生命开始时，玩家可选择球的发出位置，球会以45度角的射向挡板中心再反射出去。玩家在游戏开始时有5个挡板，每当球落下屏幕底部时，玩家会失去一个挡板并重新发射球。
当所有玩家的挡板耗尽时游戏即为结束。而玩家每得到1000分时就会获得一个奖励挡板，直到玩家得分超过10,000，而玩家最多可同时持有9个挡板。游戏没有接关功能；而最高分则会一直被记录，直至游戏复位或关闭。因游戏没有电池记忆或密码功能，GameBoy版游戏只能一次性通关。而由于任天堂3DS Virtual Console系统允许即时储存游戏，因而游戏可以随时保存进度。

### 球的移动
球只会以15度、30度和45度角转向。当球击中一块砖时，砖就会消失，而球则以相同的角度反射。球的速度取决于打到砖块的类型，击到灰色和黑色的砖会增加速度，而碰到白色、正方形及不可击毁的砖块则没有影响。当球碰到物体或墙壁还会有声音效果，碰到墙是最低音，黑色砖块是最高音。
球的方向和速率可通过挡板的速度和触球点控制。球接触挡板的瞬间会改变方向，称为“扑捉技术”，将会将球弹向上方并增加速率。以和球相反的方向快速移动挡板触球将会让球沿同向以水平夹角15°射出。如果玩家在球落到底部之前接触球身，球将会返回游戏区。然而如果当时是挡板角部接触到球，球将会直接掉落下去。
《Alleyway》的球不会被无限循环弹跳锁死。当球开始在顶板、不可打破的硬砖或挡板本身等物体之间循环时，其速度将再在第二次循环后的下一次碰撞改为一个随机点。因此，球根据其当前轨迹，在下一次的角度将会略为升高或降低，并将打破循环。

### 关卡
游戏有24关，包括八组三级砖块模式。玩家每通过三个常规关卡后就会进入一个奖励关卡，这使游戏累计有32关。多数关卡使用了常规排列，但一组使用了表示剩余挡板图标那样的马里奥头像。玩家在打破全部砖块后就可进入砖块位置相同但行为不同的下一关。每组第二级的砖块都是“滚动砖块屏幕”，砖块会自左向右移动；每组第三级是“高级砖块屏幕”，砖块在短时间内会较普通砖块向下移动，增加球弹离挡板的速率。任何低于距挡板10砖块高的砖块会自动消除，因此这不会影响玩家的移动，但也不会给玩家加分。
奖励关卡的砖块排列使用了各种FC《超级马里奥兄弟》的精灵，如食人花、固巴或库巴。和常规关卡不同，球在这些关卡打破砖块将不会反弹，接触到天花板将不会影响挡板大小。它们是游戏中唯一使用背景音乐的关卡，也不能被暂停。每个奖励关都有计时器，其初始值为95，以后每关都会降低5。当计时器归零时，球将会掉下去（这种情况不会损失性命），或者全部的砖块被打破后游戏结束。在时间结束前打破全部砖块，余下的时间将会根据当前的关卡转为奖励分。当清场后砖块将会重新排列并回到正常循环。在最终奖励关结束后，玩家将会看到恭喜屏幕，上面画着《马里奥兄弟》中的马里奥图像。之后游戏将会回到第一关，玩家可以无限的玩游戏。

### 分数
打破砖块的得分取决于砖块的明暗，最亮的砖块会奖励一点，最暗的砖块会奖励三点。玩家可通过奖励关卡得到附加分数，奖励在第一关为500分，最后五关为1500分。玩家的最高得分会记录至游戏退出。
游戏只会显示玩家得分的四位，然而最大分值为65535。10000分以上会以图标和数字配合显示。每个万分就会在分数下面显示一个来自FC《超级马里奥》的图标，10000分是火花，20000分是蘑菇，30000分或以上是星星。游戏在得到星星后将会停止更换图标。因此最大能显示的分数为39999；而最大分数65535则会显示为35535。当超出最大分数后，分数将会溢出，这只有当玩家完成奖励关卡才会发生。溢出分数不会影响高分记录。

## 开发
在传统弹球街机《Breakout》和《Arkanoid》的基础上，《Alleyway》于1989年在日本和北美作为Game Boy的首发游戏推出，在北美一同发行的还有《超級瑪利歐樂園》、《棒球》、《網球》和《俄罗斯方块》，而日本只发行了前两个。由于任天堂和Tengen之间存在俄罗斯方块所有权的法律纷争，故其在《Alleyway》两个月之后发行。2011年6月6日，游戏作为任天堂3DS Virtual Console系统的首发游戏再发行，游戏可在线下载。
《Alleyway》标志着马里奥首次出现在Game Boy系统上（亦包括《超級瑪利歐樂園》），虽然原始包装盒和卡带上的图画身着宇航服的飞船驾驶员无法判定；但在国际版发行时图画改为了马里奥，但手册和包装背面都没有表示这个任天堂的吉祥物在游戏中出现。在《任天堂力量》的预告中，除了第一个奖励关卡中砖块的排列为马里奥形状外，再没有其他地方提到马里奥。在1990年《Club Nintendo》欧洲发行版的预告中，官方才首次确认飞行员为马里奥。
游戏是任天堂開發第一部制作的四款首批Game Boy游戏之一，另外还有三款游戏《俄羅斯方塊》、《雷达任务》（Solar Striker）和《超級瑪利歐樂園》。翌年，游戏设计师横井军平重新利用游戏的大部分源码（如挡板的行为和改编的物理引擎），和宫本茂团队合作开发了《卡比砖块球》。《Alleyway》为下载至任天堂力量卡带而再发行，其占用了设备的一个储存区。
任天堂发布了一个作品促销材料，其中包括一段三分之一页的文章。《Alleyway》的广告收录了上述内容，一起的还有其它Game Boy游戏。在首发一年后，和Super Game Boy捆绑附带的两页的《Super Gane Boy任天堂攻略指南》中收录了游戏的建议和色码。

## 评价
虽然《Alleyway》在其大量生产期间非常畅销，但其没有作为任天堂的玩家推荐作品而再发行，而评论者也大多给了游戏负面评价。《Mean Machines》给了游戏33%，批评其重复性并称“其变化不比之前的《Breakout》多多少”。杂志职员补充称“当你清完几个屏幕后会感到无聊透顶”，和其前作《Arkanoid》相比，它没有《Alleyway》中的power-up。《电子游戏月刊》职员也评论了游戏，他们给出了6/10。6/10、5/10和3/10四个独立的分数。四个评论者都将其和《Arkanoid》进行了对比，并不满于游戏在《Breakout》模式上缺少改进。GamesRadar对任天堂3DS再发行版发布了感受，评论者南森·内贝森给游戏打了5/10分并称“《Alleyway》在刚出现时并未如此热门，而将其和其它相似售价的产品放一起时显得更为平淡”。他继续补充称，有时游戏以其难度似乎“恨”玩家，虽然得承认存档状态的加入会“对此有些缓解”。《Retro Gamer》达兰·琼斯称其在“很久以前的1989年就相当拮据”，并提到其乏味的关卡和《Arkanoid》中缺少的power-up，以及许多相似的克隆品都做得比他好。
对游戏的意见并非全为负面。《电子游戏月刊》中打出最高分数的两个评论者称他们感觉为Game Boy的设计是完美的，其中一人补充道“这也是个非常好的游戏，其在原版Break-Out主题上结合和一些新特性”，并以“《Alleyway》非常好——但有些长了”做结。德国杂志《Power Play》给游戏打了48%，但称赞了游戏多变的关卡。书籍《Rules of Play》论述了游戏是一个在核心机制上做设计改进的样例，其引用了球碰撞时的独特音效表示奖励玩家打破砖块，以及“做得不错”的多变关卡是带给玩家“总体体验的一个探索元素”。Allgame称尽管简单多变，但“《Alleyway》玩起来很有趣”，其还补充称游戏这类游戏“总是值得在Game Boy上玩”。